# Paul Hennequin
Paul Hennequin (* 9. Dezember 2002 in Bordeaux) ist ein französischer Radrennfahrer, der im Straßenradsport aktiv ist.

## Sportlicher Werdegang
Nach dem Wechsel in die U23 wurde Hennequin zur Saison 2021 Mitglied im damaligen Verein Sprinter Nice Métropole. Bereits im ersten Jahr erzielte er seinen ersten Erfolg auf der UCI Europe Tour, als er die dritte Etappe der Tour of Kosovo im Sprint einer Dreier-Spitzengruppe gewann. Er blieb fester Bestandteil seines Teams, als dieses zur Saison 2022 als UCI Continental Team lizenziert wurde. In der Saison 2023 entschied er die Gesamtwertung der Tour d’Algérie für sich, nachdem er auf der fünften Etappe als Teil einer Ausreißergruppe die Führung übernahm und den Vorsprung von zwei Sekunden bis zum Ende der Rundfahrt verteidigte. Bei der Marokko-Rundfahrt 2024 stand er bei der Hälfte der Etappen auf dem Podium und gewann die Punktewertung.
Zur Saison 2025 erhielt Hennequin einen Vertrag im UCI ProTeam Euskaltel Euskadi. Der ersten Sieg für sein neues Team erzielte er mit einem Etappenerfolg bei der Tour de Taiwan 2025.

## Erfolge
2021
- eine Etappe und Nachwuchswertung Tour of Kosovo

2023
- Gesamtwertung und Nachwuchswertung Tour d’Algérie

2024
- zwei Etappen und Punktewertung Marokko-Rundfahrt

2025
- eine Etappe und Punktewertung Tour de Taiwan
- Bergwertung Vier Tage von Dünkirchen